# Pointe Coupee-konspirationen (1791)
Pointe Coupee-konspirationen var ett misslyckat försök till slavuppror i Pointe Coupee i Spanska Louisiana år 1791. 
I juli 1791 förbereddes en slavresning, huvudsakligen av slavar ur den afrikanska Minastammen. Konspirationen avslöjades, men orsakade stor oroa i Louisiana, särskilt när den haitiska revolutionen utbröt på Saint Domingue, som Louisiana hade tät kontakt med. Många slavägare sov sedan beväpnade i rädslan för uppror. Denna följdes av Pointe Coupee-konspirationen (1795), som blev ännu mer omtalad. Dessa två uppror resulterade i ett förbud för slavimport till Louisiana 1796-1800. 